# Guatteria latifolia
Guatteria latifolia este o specie de plante angiosperme din genul Guatteria, familia Annonaceae. A fost descrisă pentru prima dată de Carl Friedrich Philipp von Martius, și a primit numele actual de la Robert Elias Fries. Conform Catalogue of Life specia Guatteria latifolia nu are subspecii cunoscute.